# Заводська мистецька школа
Заводська мистецька школа — навчальний заклад в смт Заводське Заводської громади Чортківського району Тернопільської області.

## Історія
У 1993 році відкрито школу на базі студій, які працювали при будинку культури цукрового заводу з 1985 року.
У 1994 році навчальному закладу було передано приміщення колишнього навчального корпусу ПТУ-29.
У 2005 році школу визнали переможцем у номінації «Кращий початковий спеціалізований мистецький навчальний заклад» Тернопільської області. У 2008 році школа визнана кращою серед 52 шкіл естетичного виховання області та нагороджена цінним подарунком.
6 вересня 2016 року школу мистецтв реорганізовано в школу естетичного виховання — центр народної творчості. Від 12 листопада 2021 року — Заводська школа мистецтв.
12 грудня 2019 року відкрито нове приміщення школи за європейськими стандартами.

## Відділення
Функціонують відділи:
- музичний,
- хореографічний,
- образотворчого мистецтва,
- театральний.

## Педагогічний колектив
Директори
- Іван Танасович (1994—2012),
- Василь Мандзій,
- Наталія Папушак.

## Матеріальна база
У школі є 12 класних кімнат, хореографічний та хоровий класи, спеціалізовані класні кімнати з живопису, малюнку, скульптури. 

## Випускники
Нині випускниками школи є вже більше 300 осіб.